# NGC 7310
NGC 7310 (другие обозначения — PGC 69202, ESO 533-49, MCG -4-53-15, KAZ 544, IRAS22318-2244) — галактика в созвездии Водолей.
Этот объект входит в число перечисленных в оригинальной редакции «Нового общего каталога».